# Georges Allotte de La Fuÿe
Georges Augustin Allotte de La Fuÿe, né le 1er mars 1843 à Belleville et mort le 21 avril 1911 à Versailles, est un militaire français.

## Biographie
Georges Allotte de La Fuÿe est le fils d'Augustin Allotte de La Fuÿe, contrôleur des contributions indirectes, et de Louise Mariocheau de Bonnemort. Il est le frère du colonel et archéologue François-Maurice Allotte de La Fuÿe et le beau-père du colonel François de La Rocque.
Il entre à l'École spéciale militaire de Saint-Cyr au sein de la promotion du Céleste Empire (1860-1862) puis il intègre l'École d'état-major d'où il sort lieutenant au corps d'état-major en 1864.
Il est alors détaché comme stagiaire au 3e régiment de chasseurs d'Afrique, avec lequel il participe à l'expédition du Mexique de 1865 à 1867. A peine rentré en France, il embarque pour l'Algérie avec le 36e régiment d'infanterie, où il est employé aux affaires arabes et promu capitaine en 1868. Affecté au 15e corps d'armée, il revient de France et prend part à la Guerre franco-allemande de 1870 en tant qu'officier d'ordonnance du général de La Motte-Rouge. Avec l'armée de la Loire, il assiste à la bataille d'Orléans et à la bataille du Mans, avant laquelle il est décoré pour sa conduite lors de la campagne.
Après la guerre, il est attaché à l'état-major du 11e corps d'armée à Nantes, et travaille à la rectification de la carte de France. En 1876, il retourne en Algérie comme officier d'état-major de la division d'Alger, puis à l'état-major général du 19e corps d'armée. Nommé chef d'escadron en 1880, il prend le commandement de plusieurs postes avancés en tant que responsable aux affaires indigènes.
Après onze ans en Algérie, il revient en France en 1887 et prend le commandement du 15e régiment de dragons en garnison à Libourne. L'année suivante, il est promu lieutenant-colonel du 21e régiment de dragons stationné à Saint-Omer, puis en 1892 il est promu colonel, en devenant chef de corps du 8e régiment de chasseurs à cheval à Auxonne. Il rejoint en 1895 l'état-major du 10e corps d'armée à Rennes. Il est nommé général de brigade en 1897, et devient chef d'état-major du 20e corps d'armée en garnison à Nancy.
Il parle couramment l'espagnol, l'allemand et l'arabe, qu'il enseigne à ses soldats, ce qui lui vaut les palmes d'officier de l’instruction publique en 1889.
Il inspire à son cousin germain Jules Verne le personnage d'Hector Servadac.

## Distinctions
- Officier de l'Instruction publique
- Grand officier de la Légion d'honneur (12 juillet 1905)
- Commandeur de l'ordre du Nichan Iftikhar